# Pegomya bruchi
Pegomya bruchi este o specie de muște din genul Pegomya, familia Anthomyiidae. A fost descrisă pentru prima dată de Shannon și Ponte în anul 1926. Conform Catalogue of Life specia Pegomya bruchi nu are subspecii cunoscute.